# Place de la Victoire (Kaliningrad)
Pour l’article homonyme, voir Place de la Victoire.
La place de la Victoire (en russe : Пло́щадь Побе́ды, Polchtchad Podeby), Hansaplatz jusqu'en 1934 en l'honneur de la ligue hanséatique, puis Adolf-Hitler-Platz, est une place de Kaliningrad, anciennement Königsberg dans l'ancien quartier d'Altstdat, faisant partie de l'arrondissement central.
Conçue au début du XXe siècle, la Hansaplatz prend la place des portes de Steindamm et Tragheim, lors de la destruction de certaines fortifications de Königsberg afin d'étendre la ville. Il s'agit d'une place ouverte, accessible par une dizaine de rues et avenues. Plusieurs monuments et bâtiments de la ville de Kaliningrad s'y trouve, comme le centre commercial Passage, la cathédrale du Christ-Sauveur, la gare du Nord mais aussi l'administration de la ville et une colonne triomphale.

## Situation et accès

### Géographie

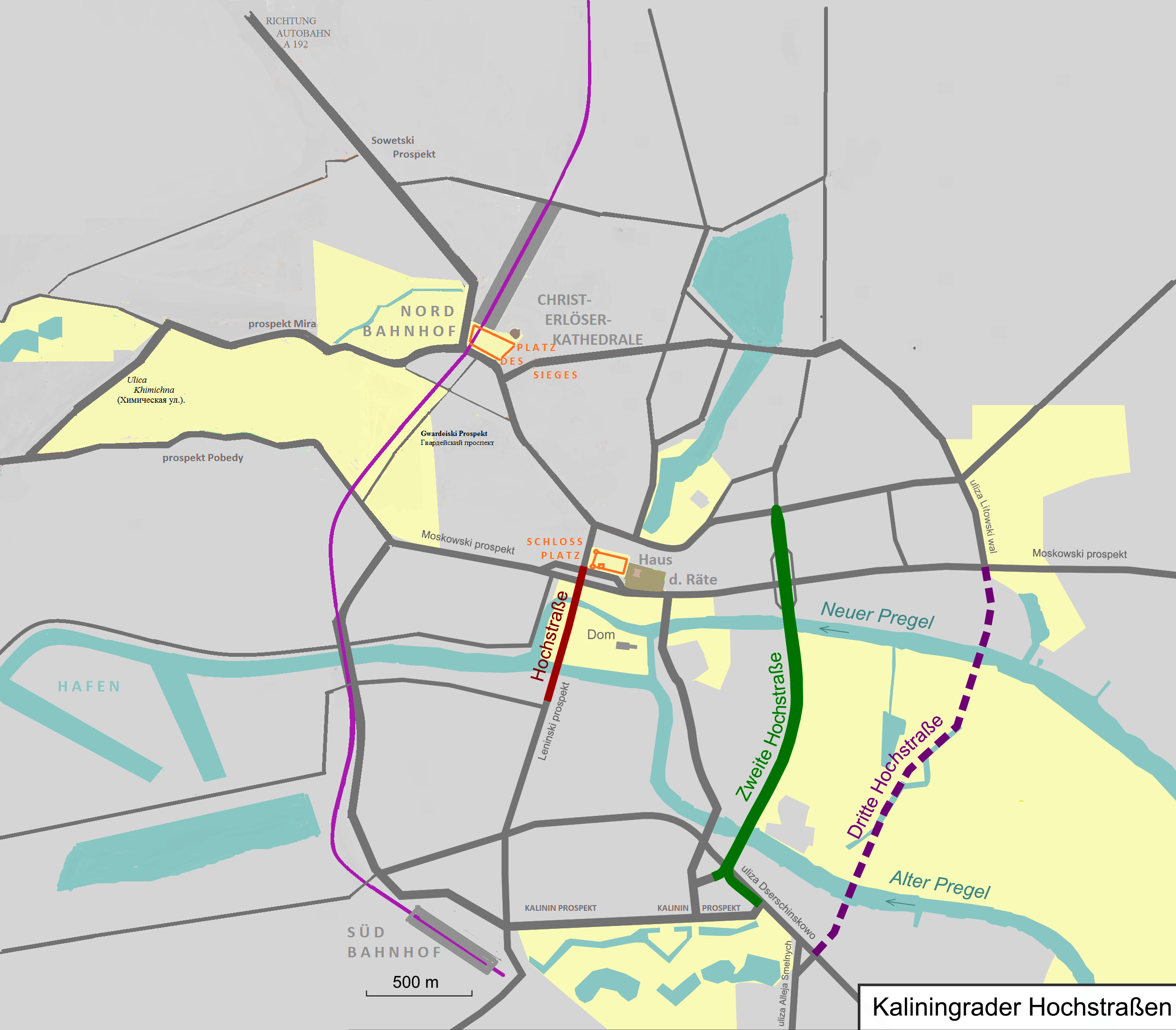
Carte de Kaliningrad, la place au nord-est.

La place représente le cœur de la partie nord de la ville, c'est le lieu des célébrations les plus importantes. Elle est située dans l'arrondissement central, dans la partie nord-est de la ville. Autrefois située à Königsberg, elle était alors dans le quartier d'Altstdat. 
La place relie plusieurs rues importantes de la ville, dont : la perspective Lénine (ru) depuis le sud-est, la rue de Tcherniakhovsk (ru) depuis le nord-est, la rue Garajnaïa depuis le nord, la perspective soviétique (de) depuis le nord-ouest, la perspective Mira (de) depuis l'ouest et la perspective de Gvardeïsk depuis le sud-ouest. Celles de Lénine, de Tcherniakhovsk, et la Soviétique sont les plus larges de ces voies. Trois petites autres rues débouchent aussi sur la place.
La place a la forme d'un arc de cercle, long d'environ 250 mètres, et large d'environ 100 mètres au maximum. Le parvis de la cathédrale du Christ-Sauveur l'agrandit un peu dans sa partie centrale en direction du nord-est. 

### Transports
La place est desservie par la ligne no 3 et 5 du tramway de Kaliningrad (arrêt Victoire), par les lignes no 1,2 et 7 du trolleybus de Kaliningrad (arrêt Victoire), ainsi que par des lignes de bus de la ville (ru). La Gare de Kaliningrad-Nord se trouve dans le nord-ouest de la place, et des taxis desservent les lieux.

## Origine du nom
Son nom actuel évoque la Victoire contre l'Allemagne nazie lors de la « Grande Guerre patriotique » en 1945.

## Histoire

### Période prussienne
Jusqu'au début du XXe siècle, les porte de Steindamm (de) et porte de Tragheim (ru) des fortifications de la ville de Königsberg étaient situées à l'emplacement de l'actuelle place de la Victoire. Mais les structures de cette enceinte ont perdu leur importance militaire, ont été rachetées par la ville et démolies. La porte de Tragheim a été démolie en 1910, la porte de Steindamm en 1912.
Approximativement à leur place, la Hansaplatz a été aménagée ; comme un terrain de parade, c'est-à-dire l'actuelle place de la Victoire. La Königsberg médiévale faisait partie de la Ligue hanséatique, justifiant ce nom.
En 1920-1923, le complexe de pavillons de l'Ostmesse est construit, dont la porte principale est située à l'extrémité nord de la place. De l'autre côté de la place, un bâtiment de missions commerciales a été construit, plus tard il a commencé à être utilisé par le gouvernement de la ville de Königsberg.
Après l'arrivée au pouvoir des nazis en Allemagne, la place a été rebaptisée Adolf-Hitler-Platz en 1934,.

### Période russe
Après la victoire sur l'Allemagne nazie lors de la Seconde Guerre mondiale, la province de Prusse-Orientale fut découpée entre la Pologne et la Russie. Le nord de celle-ci fut intégrée à l'Union soviétique, au sein de la RSFS de Russie, dans le nouvellement formé oblast de Kaliningrad. La ville fut renommée Kaliningrad en 1946, mais dès 1945 la place fut renommée de la Victoire, l'ancien nom faisant tâche.
En 1953, un monument à l'honneur de Joseph Staline fut érigé sur la place, suivant la mort de ce dernier. Mais en novembre 1958, alors que la déstalinisation a lieu, le monument est remplacé par un à Vladimir Lénine, monument créé par le sculpteur Valentine Topouridze (ru). Le monument de Staline est lui déplacé sur la place de la rue du Théâtre.
En 1996 a commencé la construction de la cathédrale du Christ-Sauveur, en présence du président russe Boris Eltsine et du métropolite de Smolensk et de Kaliningrad Cyrille. À la veille du 750e anniversaire de la ville, en 2005, la place a été entièrement reconstruite, et le monument de Lénine fut retiré de la place pour être mis sur la place devant la Maison des Arts. Les tribunes qui se situaient sur la place furent démolis. Parallèlement, des fontaines furent disposées ainsi qu'une colonne triomphale rappelant la colonne d'Alexandre de la place du Palais de Saint-Pétersbourg. L'année suivante, la cathédrale du Christ-Sauveur fut inaugurée.
La hauteur de la colonne est de 26 mètres, et en 2013, la colonne a été couronnée de l'Ordre de la Victoire.

## Bâtiments remarquables et lieux de mémoire
Autour de la place se trouvent les bâtiments et les structures suivants (dans le sens inverse des aiguilles d'une montre): l'administration de la ville de Kaliningrad, le centre commercial « Europe-centre », le centre de commerce et d'affaires «Clover Citycenter», la cathédrale du Christ-Sauveur, le centre d'affaires de Kaliningrad, le centre commercial « Kaliningradski-Passage », la Gare de Kaliningrad-Nord (ou gare du Nord), et le bâtiment principal de l'Université technique d'État de Kaliningrad (de),,.

## Galerie

Place de la Victoire :
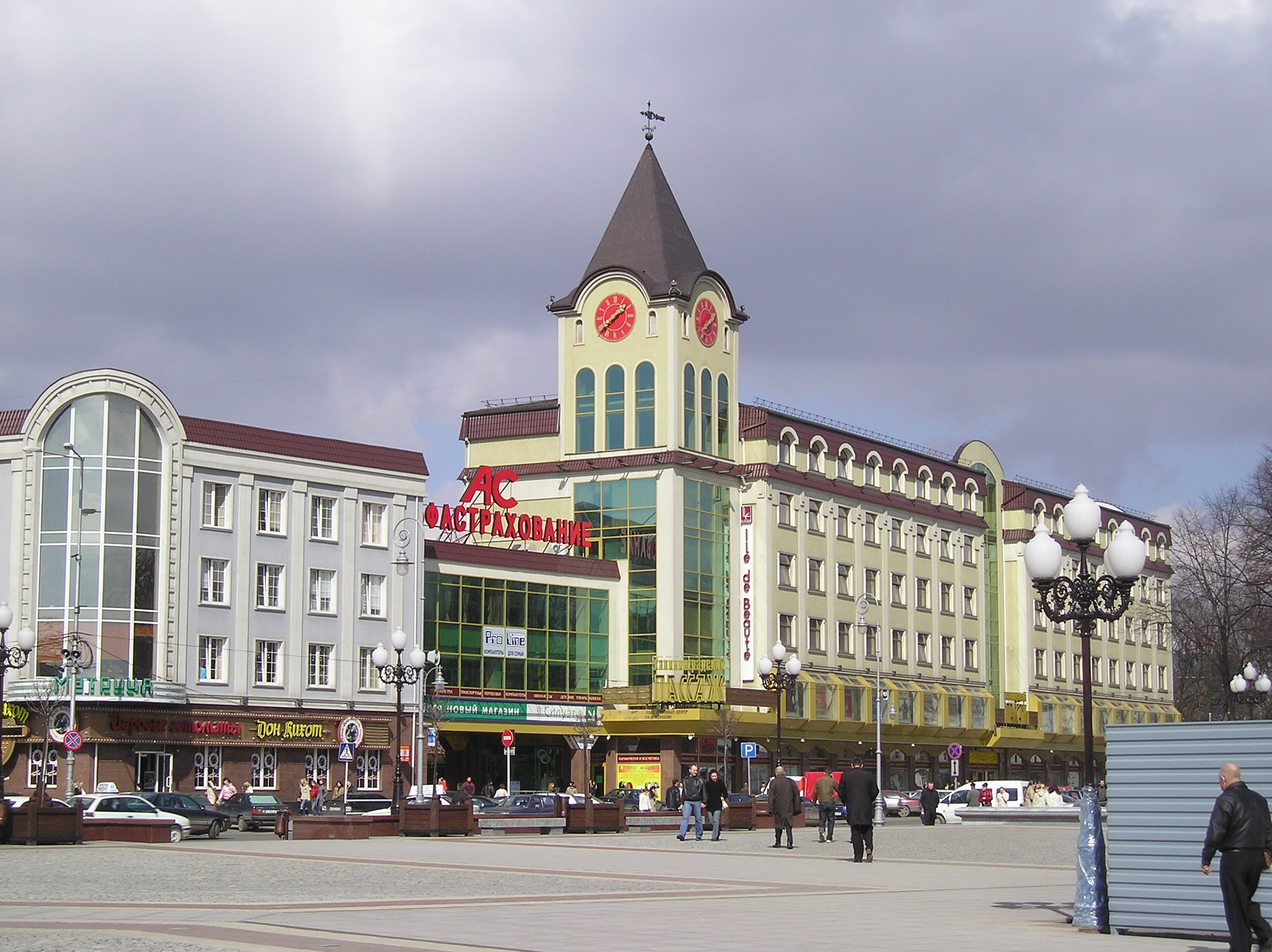
Centre-commercial Passage
La colonne de la ville.
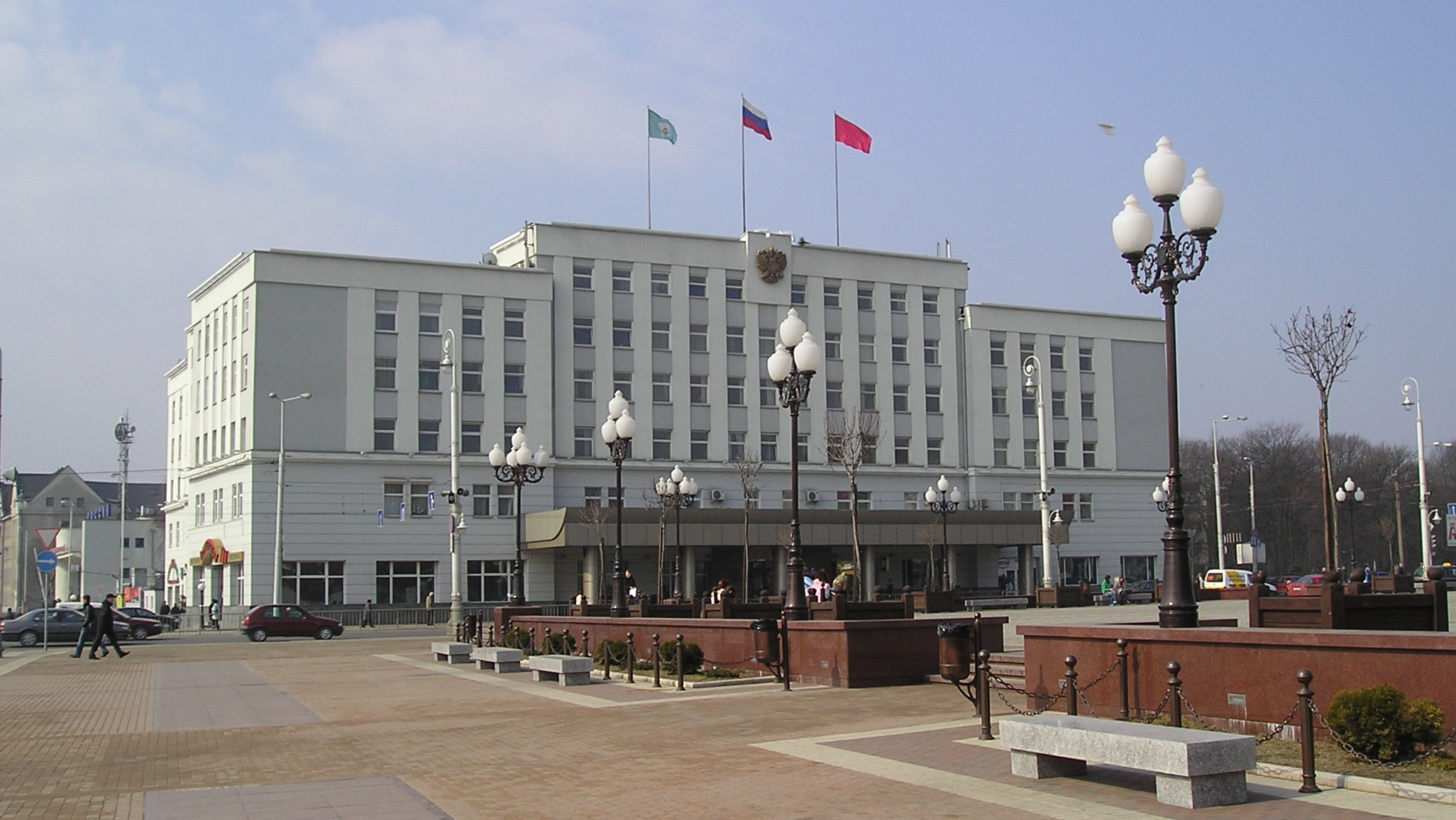
Hôtel de ville de Kaliningrad.
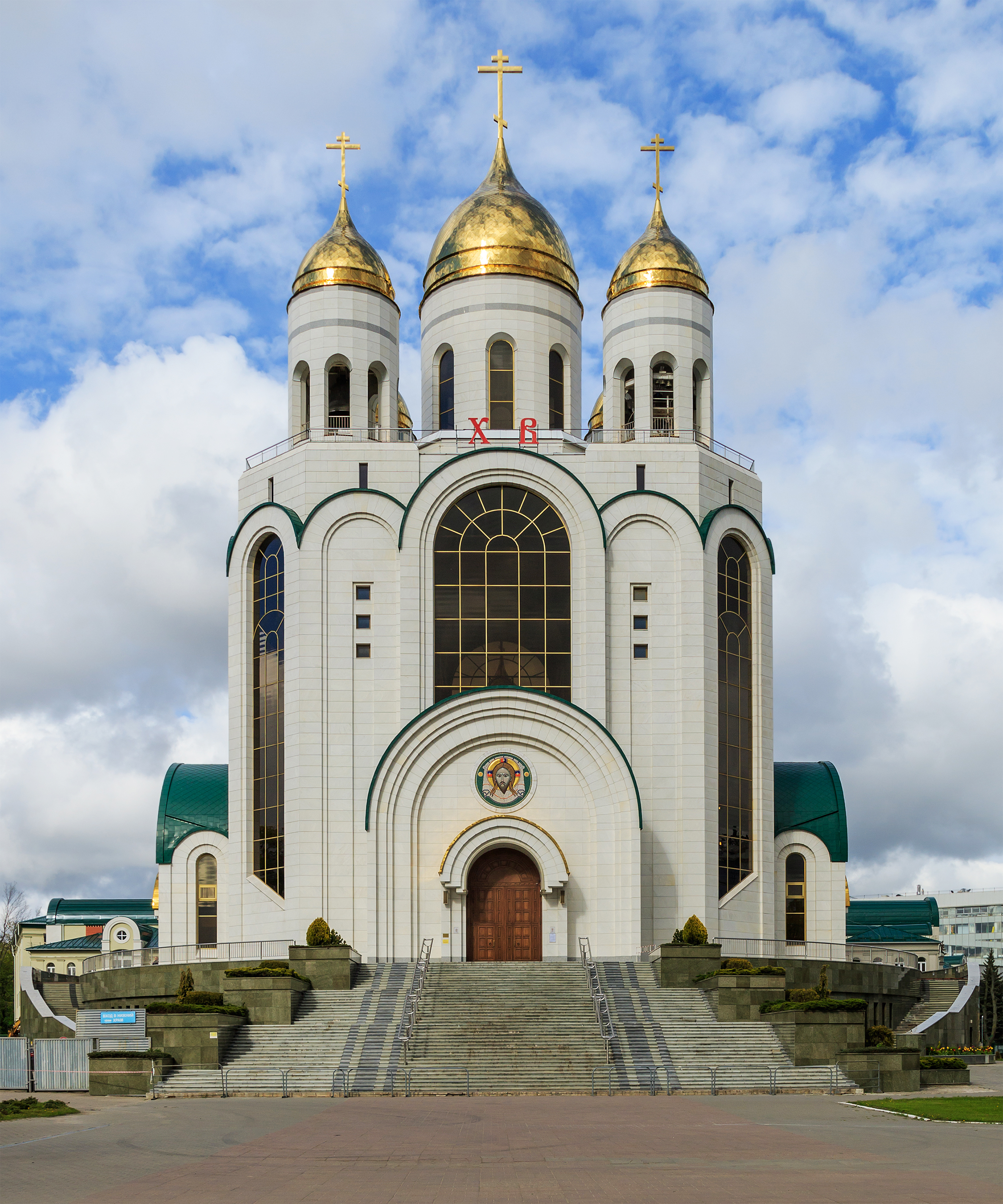
Cathédrale du Christ-Sauveur.
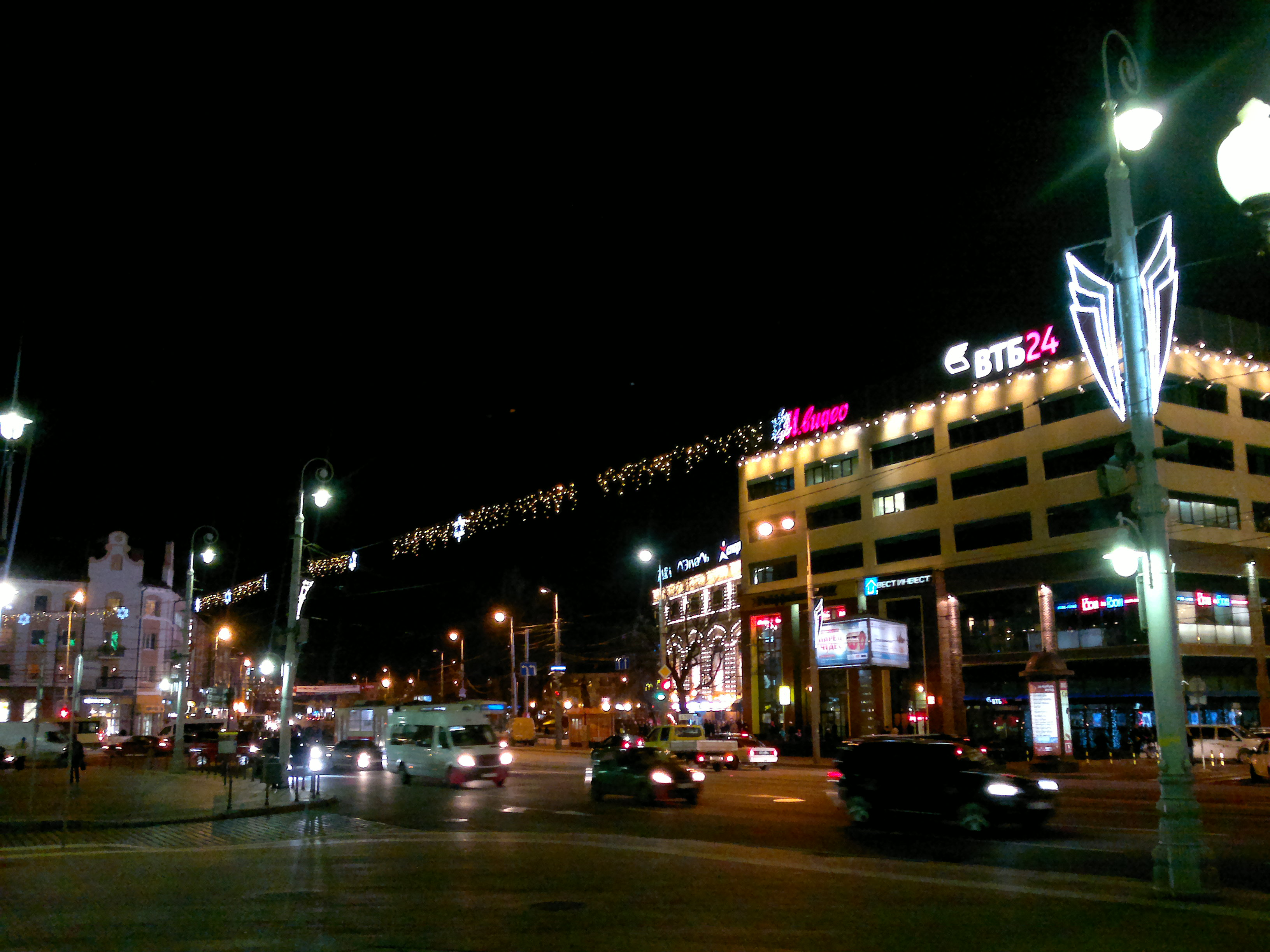
La place de nuit.